# Сент-Этьен-дю-Мон
Сент-Этье́н-дю-Мон (Saint-Étienne-du-Mont, «Святой-Стефан-на-Горе») — католическая церковь на холме Святой Женевьевы в Париже.

## История
Чтобы разгрузить переполненное прихожанами аббатство Святой Женевьевы, папа Гонорий III распорядился в 1222 году построить неподалёку отдельную приходскую церковь апостола Стефана для нужд растущего населения близлежащих кварталов. Значительную часть паствы в первые века существования храма составляли студенты Сорбонны.
Несмотря на перестройку 1328 года, к концу XV века храм не мог вместить всех прихожан. В 1492 году аббатство выделило принадлежавший ему участок на горе св. Женевьевы на строительство более вместительного храма в стиле поздней готики («пламенеющей»). Основные строительные работы пришлись на правление Людовика XII и Франциска I. Тогда же была возведена новая колокольня.
Строительство продолжалось более века и завершилось в 1622—1626 годах возведением фасада. Фасад был достроен в 1610-22 на средства Маргариты де Валуа. Тогда же были выполнены витражи. Интерьер церкви относится к зальному типу храма (с одинаковой высотой главного и боковых нефов), общей длиной 69 и шириной 29,5 метра. Трансепт не выступает наружу, боковые нефы соединены амбулаторием. За главным алтарём находятся клуатр и сакристия. Наклон церкви слева обусловливается рельефом местности, однако эти сдвиги едва заметны.

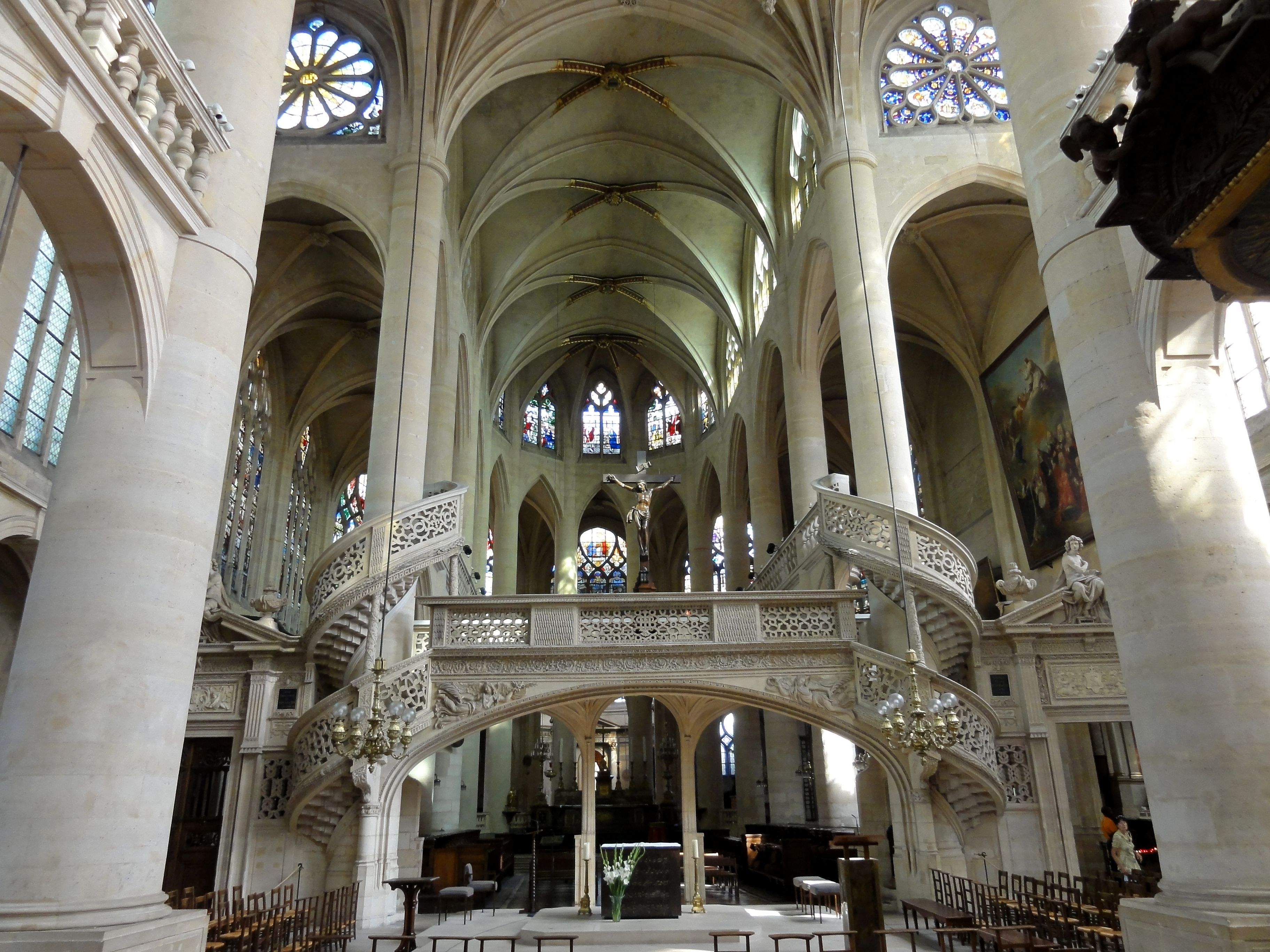
Интерьер церкви

В 1626 году новый храм освятил парижский архиепископ Жан-Франсуа де Гонди. Долгая история строительства церкви привела к тому, что её облик эклектичен. Это особенно заметно в асимметричном фасаде, большая «роза» и готический щипец которого сочетаются с классицистически-маньеристичным оформлением портала с рустованными колоннами, а также двухъярусным расположением треугольного и лучкового фронтонов. В интерьере также сочетаются готические и классицистические элементы. Самое примечательное в интерьере церкви — необычный амвон, или леттнер, в виде поперечной навесной галереи с ажурной балюстрадой, к которой ведут две винтовые лестницы, расположенные по сторонам. Это типично ренессансное произведение создано в 1521—1525 годах, возможно, по рисунку Филибера Делорма. В центре амвона установлен Триумфальный крест с Распятием.
На протяжении XVII и XVIII веков церковь св. Стефана пользовалась большим успехом у парижан. Сюда регулярно перевозили из аббатства мощи св. Женевьевы. В 1744 году Людовик XV решил переместить аббатство. С началом революции церковь была секуляризована и обращена в «храм сыновней почтительности», а мощи святой Женевьевы сожжены. Здание аббатства было отдано под лицей Генриха IV. В 1804 году здание аббатства было разрушено для высвобождения места для прокладки будущей улицы Хлодвига, уцелела только башня, которая предназначалась для школьных помещений. В настоящее время небольшие частицы спасённых мощей св. Женевьевы хранятся в медной раке в амбулатории, по правую сторону от главного алтаря. Раку перенесли сюда из старой аббатской церкви в 1793 году.
Литургия возобновилась по условиям конкордата Наполеона в 1801 году. Во время Второй империи городской архитектор Виктор Бальтар распорядился осуществить реставрацию храма, в том числе восстановить скульптурное убранство, утраченное за годы революции.
В конце XVIII века рядом была выстроена новая грандиозная церковь в честь небесной покровительницы французской столицы, обращённая в 1791 году в национальный пантеон. В 1857 году священник Жан Луи Верже заколол служившего в храме новенну архиепископа Сибура. В 1997 году в храме отслужил мессу Иоанн Павел II.
С храмом св. Стефана связаны имена многих примечательных личностей. Здесь служил органистом композитор Морис Дюрюфле. Здесь, в Капелле Мадонны, были похоронены Блез Паскаль и Жан Расин. На церковное кладбище были перенесены из Пантеона останки Марата и Мирабо после того, как они попали в опалу. Церковь была одним из мест, где принимали беженцев белой русской иммиграции.

## В кино
В фильме Вуди Аллена «Полночь в Париже» (2011) главный герой переносится из современного Парижа в 1920-е годы на пороге церкви Сент-Этьен-дю-Мон.
Также в этой церкви происходит одна из сцен приключенческого фильма «Арсен Люпен» (2004).